# 姫騎士オリヴィア 〜へ、変態、この変態男!少しは恥を知りなさい!〜
『姫騎士オリヴィア 〜へ、変態、この変態男!少しは恥を知りなさい!〜』（ひめきし）は、2011年8月26日にSilky'sから発売された18禁アドベンチャーゲーム。

## 登場人物
セシル・カルヴァート
声：河村眞人（OVAのみ）
オリヴィア・リンデガルド
声：サトウユキ
ミッドガルド王国第2王女にして大陸一の剣技を持つと言われる姫騎士、「ミトラスの白薔薇」と讃えられるほどの美しさと卓越した武力を持ってケルトゥーラの侵攻を喰い止めていたが、4度目のセシル率いるケルトゥーラ王国軍の攻撃を前に王都は陥落、自身は捕虜となり、捕虜数千人の助命と引き換えに性奴隷として辛い調教を受ける事に。
ローラ・エルフィンリーネ
声：比羅いずみ
ケルトゥーラとエルフィンリーネの不戦協定でセシルが手に入れた先王と第二夫人の第4王女、優しく純粋で、可愛らしさからエンフィリーネ国民から絶大な人気があり、かつてセシルの恋人であったスフィアと瓜二つな容姿・性格を持つ、幼なじみのディートハルトと相思相愛だが、彼を殺すと脅されてセシルの全てを受け入れてしまう。
テレサ・ケルトゥーラ
声：ももぞの薫
ケルトゥーラ王国第3王女にして、オリヴィアと同じく王女でありながら戦場に身を置く姫騎士、優秀な魔法剣士として第二師団副隊長を勤める。幼い頃、誘拐されセシルに救出された縁から彼を密かに想いを寄せているが、プライドの高いダークエルフの中にあって素直になれずにいる。悪い噂の多いセシルの監視役としてエンフィリーネ王国を訪れ、セシルとオリヴィアの情事を目撃した事で、嫉妬し彼を本国に召還しようとするが、セシルの逆襲に遭い辱めを受け、性奴隷として女であることを徹底的に叩きこまれていく。
ルーネ
声：風華
いつも丁寧語で、躍動感のない発声が特徴的な謎の騎士。美人だがとにかく無愛想で、誰にも内心を明かそうとしない。
リリーナ・マーシャル
声：むつき
元魔法大国マーシャル王国の王女にして、古傷さえ癒し、死亡直後の死者さえ蘇生させる僧侶系魔法と様々な魔法具を作りだす卓越した魔法知識で、汚れなき乙女の中の乙女、最も神に近い聖女と言われていたが、ケルトゥーラによる侵攻により、国は滅亡、自らはセシルに抱かれ、以来優秀な参謀として付き従う。セシルとの子供を産む事に執念を燃やし、妊娠薬を作ろうとして、その副産物として様々なアイテムをセシルに提供する。セシルに抱かれた今でも立ち振る舞いや清楚は失われていないが、実の両親をも自ら手にかけた事を思い出し笑いを浮かべ、捕虜を実験台にする事を厭わず、怪我人を痛めつけて楽しむなど、暴虐の限りを尽くすセシルさえ震え上がるほど残虐な一面を時折見せる。
アリエッタ・エルフィンリーネ
声：中野志乃
3年前に夫である王が亡くなったことで王位を継承した若き女王。隣国が敗戦したことで、やむをえず自国を守るためケルトゥーラ国との不戦協定を結ぶことになり、その過程で捕虜になったエンフィリーネ国民の助命を引き換えにセシルの夜の相手をすることになってしまう。
ディートハルト / ティーア
声：逢川奈々
ローラの幼なじみの見習い騎士。ローラとは相思相愛だが、彼女を手に入れたセシルに怒り襲い掛かるが片手であしらわれ、その後は暗殺を企てるが、返り討ちに合い半殺しにされ、リリーナに引き渡され、改造手術によりティーアとして身体の一部を残して女性化され、更に精神も女性に変えられてしまい、憎いはずのセシルに乙女心を刺激され好意を抱いてしまう。

## 考察
『エロゲー文化研究概論』を著したライターの宮本直毅は、同著の中で、2011年に本作（8月）、『恋騎士 Purely☆Kiss』（9月、AKABEiSOFT2）、『ワルキューレロマンツェ 少女騎士物語』（10月、Ricotta）と、「「甲冑を身にまとったヒロイン」を前面に出すタイトル」が3か月連続でリリースされた点に注目している。特に、本作と『ワルキューレ』は当初同日発売予定とされており（『ワルキューレ』が発売延期）、衝突の行方が注目されていた。宮本は、こうした現象一般は、ジャンルの精神が複数の個々の作品となっていちどきに現われたものであろうと考察している。

## アダルトアニメ
2013年から2014年にかけて、『姫騎士オリヴィア』のタイトルで発売された，全2巻。
キャスト
オリヴィア：赤司弓妃
セシル：河村眞人
クラリス：綾部結花（第1話のみ）
テレサ：ももぞの薫（第2話のみ）
ローラ：比羅いずみ（第2話のみ）